# San Francisco Sound

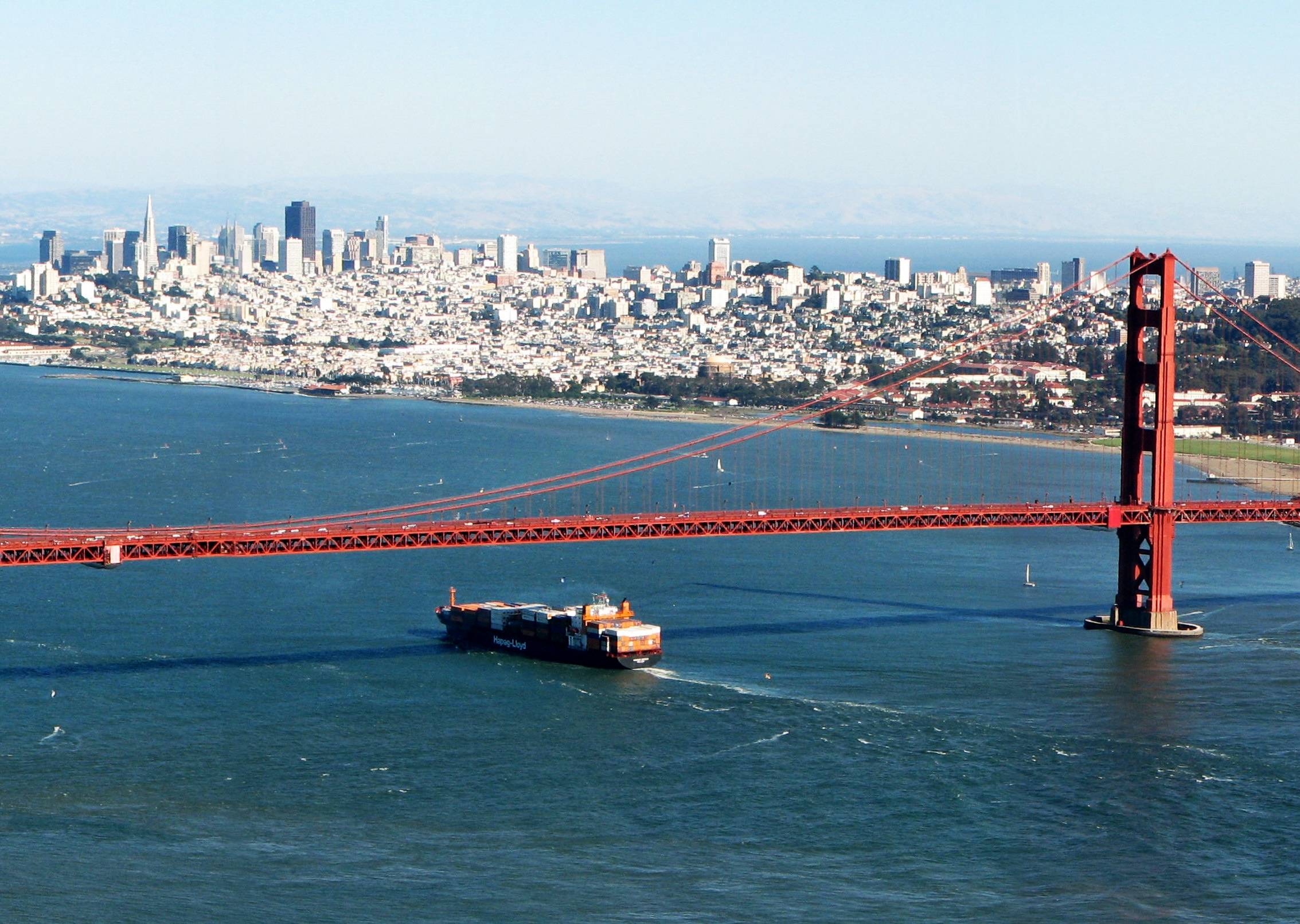
Golden Gate Bridge, San Francisco, California, USA

San Francisco Sound (som de San Francisco) é uma referência à música rock tocada ao vivo e gravada por bandas de rock de San Francisco, Califórnia dos meados de 1960 até o início da década de 1970. O som foi associado com a comunidade da contracultura em San Francisco durante estes anos.

## Histórico
Durante o verão de amor, em 1967, em que a juventude da contracultura norte-americana foi se encontrar em San Francisco, os diversos concertos ao ar livre, como o Festival Pop de Monterey, um pouco ao sul da cidade, mostra uma quantidade tremenda de músicas de várias regiões globais se encontrando naquela região, como Simon and Garfunkel com seus vocais angelicais, quase-surreais, Jimi Hendrix queimando a guitarra, The Who fechando shows com a canção My Generation (minha geração) e acabavam chutando e quebrando os equipamentos, e outros famosos como: Big Brother & The Holding Company, Grateful Dead, The Animals, The Mamas & The Papas, Jefferson Airplane. Muitos destes, acabaram indo morar em San Francisco, que se tornou um centro dos jovens daquela cultura. Entre proeminentes do som desta cidade, existe o Jefferson Airplane, que tocou no Festival de Woodstock, mais tarde mudou de nome para Jefferson Starship e finalmente se chamou somente Starship. Eles escreveram uma música que representa a cidade, falando que a geração deles construiu a cidade... com rock and roll:
"We built this city, on rock and roll", Grace Slick canta
A banda de rock, Journey, com o cantor Steve Perry também fala de "quando o sol desce na baia..." aludindo a baia de São Francisco, onde eles moram. Outros nomes do rock ácido que moravam pela cidade incluem-se o Grateful Dead, Creedence Clearwater Revival, Janis Joplin, Crosby Stills Nash & Young, e muitos outros que frequentavam a cena da cidade que eternizou um som distinto dos anos 60. Há uma canção de John Phillips da banda, The Mamas & The Papas, escrita especificamente para o cantor britânico, Scott McKenzie, que vinha a San Francisco no verão de 1967 para o festival pop de Monterey; a canção diz: (trad.) "se você for a São Francisco, não se esqueça de usar flores na sua cabeça"; a música foi um sucesso imediato indo parar no livro de recordes da Guinness. Da mesma maneira, outra canção famosa, California Dreamin' , desta vez cantada pelos prórprios, The Mamas & The Papas, é outra canção imortalizando o som e o sonho da cidade. Este som da cidade não foi só  influenciado pelo som da invasão britânica nos EUA. As influências vinham também do lado folk, como Bob Dylan e Joan Baez, Judy Collins, e também com seus protestos políticos na música folk. Joni Mitchell, a canadense folk pop que se mudou para São Francisco, fazendo parceria musical com o britânico Graham Nash que também morava em São Francisco com sua banda, Crosby, Stills, Nash & Young.

A mensagem daquela geração era de "paz e amor" ou "make love, not war" (faça amor, não guerra) e o Golden Gate Park era o ponto dos encontros principais, com o lado Leste do parque se encontrando com  a esquina Haight-Ashbury, onde hoje há uma reminiscência do que ficou eternizado na esquina do Verão do Amor.

## O som
Os conjuntos tocavam nos concertos, como pode-se ver no filme do Festival Pop de Monterey ou no Festival de Woodstock, com longos solos instrumentais, tanto de guitarras como das percussões e outros instrumentos. As letras contavam histórias longas também, e sobre liberdade, política e amor. O uso das guitarras eram intensos, com longos solos, explorando o instrumento de cima a baixo, rasgando o silêncio com a distorção, flanger, wah-wah, e outros efeitos, até a exaustão das escalas, ou dos músicos, como pode se ver pelos filmes dos festivais quando eles até quebravam os instrumentos, ou incendiava-os. O instrumentos de sopro de metais não eram usados neste estilo de música do rock pesado, psicodélico. Sly and the Family Stone foi uma exceção, uma banda com uma mistura étnica e com influências de música soul e até o uso dos sopros de metal. As letras das músicas eram mais sentimentais, como no início do rock; mais intelectuais, e mais poéticos reflectindo autores, "líderes" da época, como Bob Dylan e John Lennon.

## A cidade
A cidade de San Francisco se tornou o ponto dos protestos, poucos anos depois, em 1972, contra a guerra do vietnã. Milhares de norte-americanos vieram para a cidade e invadiram a Market street, desde o Embarcadero (o cais do porto ao Leste da península) até o alto da Market, no bairro Castro, passando pelo Mission, dando o parecer que o país inteiro estava lá para protestar. Este ano foi o ponto alto da virada, quando a cidade deixou de ter o olhar inocente e passou a ter um aspecto yuppie. Foi quando os hippies saíram da cidade indo morar ao Norte, na comarca rural de Humboldt County, na costa norte da Califórnia. Os gays invadiram a cidade a partir deste ponto. A cidade se tornou mais financeira, e o custo de vida se tornou um dos mais caros dos EUA.